# Carel Jan Riesz
Carel Jan Riesz ('s-Hertogenbosch, 28 oktober 1791 – Frankfurt am Main, 22 juni 1856) was een Nederlands generaal, ridder, officier en commandeur in de Militaire Willems-Orde. 

## Familie
Riesz trouwde in 1824 met Catharina Rica Cranssen (1795-1845), weduwe van Petrus Theodorus Couperus (1787-1823) en vanaf 1830 schoonzus van gouverneur-generaal van Nederlands-Indië Pieter Merkus. Het echtpaar Couperus-Cranssen was grootouder van de schrijver Louis Couperus (1863-1923). Uit dit huwelijk werden drie kinderen geboren:
- Charles Henri Frédéric Riesz (Rijswijk, 31 mei 1824 - Den Haag, 12 juni 1903), eerste luitenant der artillerie, later landeigenaar van Bantar Peteh (bij Buitenzorg), ridder in de Militaire Willems-orde. Hij trouwde in 1848 met Henriette Elisabeth Carolina Merkus (1826-1888), buitenechtelijke dochter van de gouverneur-generaal van Nederlands-Indië Pieter Merkus; hij hertrouwde in 1869 met Maria Catharina Baud (1841-1933), dochter van Guillaume Louis Baud en Wilhelmina Jacobina Theodora Couperus;
- Maria Catharina Eleonora Riesz (Buitenzorg, 21 maart 1832 - Nice, 5 februari 1908); zij trouwde in 1852 Willem Schuurman (1826-1917), kolonel der infanterie; zij hertrouwde in 1870 met Godert Hendrik baron Taets van Amerongen (1835-1907). Zij had goede contacten met Louis Couperus;
- Petronella Wilhelmina Nicolasina Riesz (Soerabaja, 12 december 1834 - Utrecht op 21 mei 1863), eigenaresse van de helft van de Haagse Sophiahof.

## Loopbaan
Riesz werd in 1806 als cadet geplaatst op de Artillerie- en Genieschool en in 1810 benoemd tot luitenant, in welke rang hij de Veldtocht van Napoleon naar Rusland meemaakte. Hij werd in 1813 benoemd tot kapitein en had, tijdens de Slag bij Waterloo, het bevel over een deel van de "Indische Brigade", onder commando van luitenant-generaal Anthing; Riesz leidde de batterij "Artillerie te Voet" met 6 stukken 6-ponders en 2 stukken 24-ponders houwitsers en was ook verantwoordelijk voor de zogenaamde "trein" met de bagage van het regiment. Na de slag werd hij, als gevolg van zijn verkregen wonden, gepensioneerd. In 1814 trad hij, weer in de rang van kapitein, in dienst bij het Nederlandse leger en vertrok daarna naar Indië. Hij werd in 1818 benoemd tot majoor, in 1820 tot luitenant-kolonel en in 1822 bevorderd tot kolonel der artillerie. Riesz keerde in 1823, wegens ziekte, terug naar Nederland, en werd in 1824 gepensioneerd. In 1829 werd hij weer in activiteit hersteld, keerde naar Indië terug en werd benoemd tot chef van de Generale Staf aldaar, waar hij in 1832 werd bevorderd tot generaal-majoor. 
Riesz onderscheidde zich tijdens de expedities naar Palembang en Banka (1819 en 1821), waarvoor hij benoemd werd tot ridder (Koninklijk Besluit van 20 juni 1819) en officier in de Militaire Willems-Orde (Koninklijk Besluit van 8 december 1820, nr. 67). In 1833 werd hij, samen met J.I. van Sevenhoven,  aangesteld als gouvernements-commissaris voor Sumatra's Westkust en was hij, in deze hoedanigheid, een van de ondertekenaars van het plakkaat pandjang. Hij werd in 1834 benoemd tot resident van Soerabaja en keerde in 1839 voorgoed naar Nederland terug, waar hij voor de derde maal, naar de effectieve rang van generaal-majoor, gepensioneerd werd. Riesz werd in 1852 bevorderd tot commandeur in de Militaire Willems-orde (Koninklijk Besluit van 18 januari 1852, nr. 29); hij overleed op 22 juni 1856 te Frankfurt am Main. 